# 布萊恩 (密西西比州)
布萊恩（英語：Blaine）是位於美國密西西比州森弗勞爾縣的非建制地區。

## 歷史
布萊恩的郵局於1904年設立，其後於1973年停運。

## 地理
布萊恩所處的海拔為高於海平面38米（即125英呎），而該地所採用的時區為UTC-6，即北美中部時區（CST）。同時該地設有夏令時間，為UTC-6調快一小時，即UTC-5（CDT）。